# Тоумас Андрьес Тоумассон
Тоумас Андрьес Тоумассон (исл. Tómas Andrés Tómasson; род. 1949, Рейкьявик), также известный как Томми — исландский политик, ресторатор и один из владельцев и основателей сети ресторанов Tommi’s Burger Joint. Ранее он управлял сетью гамбургерных под названием Tommaborgarar, одной из первых сетей быстрого питания в Исландии. В сентябре 2021 года Тоумас был избран членом альтинга, представляя Народную партию. Является самым старым впервые избранным членом альтинга за всю его историю.

## Биография
Тоумас родился в Рейкьявике. В июне 1979 года он окончил Флоридский международный университет по специальности «ресторанный менеджмент».
С 1974 по 1977 год Тоумас управлял рестораном Festi в Гриндавике. После завершения обучения гостиничному и ресторанному бизнесу в США, в 1981 году основал компанию Tommaborgar. Через три года Тоумас продал Tommaborgar и сосредоточился на управлении Hard Rock Café и Hótel Borg. В 1996 году он основал компанию Kaffibrennslan, которой руководил до 2002 года.
14 марта 2004 года, спустя 23 года после открытия Tommaborgarar, Томми открыл новую бургерную под названием Tommi’s Burger Joint.